# Larissa França
Larissa França (ofta kallad enbart Larissa), född 14 april 1982 i Cachoeiro de Itapemirim, är en brasiliansk beachvolleybollspelare.

## Biografi
França började med beachvolleyboll 2001 och spelade mellan mars 2004 och september 2012 tillsammans med Juliana Felisberta på världstouren. Paret hade en framgångsrik säsong 2005, då de hamnade bland de tre bästa i fjorton av de femton turneringar de startade i, samt tog silver i VM. De tog också brons i VM 2007, silver i VM 2009 samt guld i VM 2011 i Rom.
Tillsammans med Juliana tog hon också två guldmedaljer vid Panamerikanska spelen, 2007 och 2011. Vid olympiska sommarspelen 2012 tog de två en bronsmedalj. En kort tid efter OS meddelade Larissa att hon avslutade sin volleybollkarriär.
Hon gjorde dock comeback 2014 då hon började spela tillsammans med Talita Antunes, de vann 2015 finalen i FIVB Beach Volleyball World Tour och kvalade in till olympiska sommarspelen 2016 i Rio de Janeiro. Där slutade de på en fjärdeplats efter förlust i bronsmatchen mot April Ross och Kerri Walsh Jennings från USA.